# 李伯渊
李伯渊（？—？），中都宝坻人，美姿容，深沉有谋，官至安平都尉司千户。金哀宗天兴三年（1234），与李琦、李贱奴密谋，以商量城防事诱崔立出府，诛灭投降蒙古的金朝京城西面元帅崔立及其党羽，于承天门枭崔立首以祭金哀宗，献汴京于南宋，随后驻扎于城外的全子才率宋军入城。